# Korenići (Kanfanar)
 Korenići  (olaszul: Coreni) falu Horvátországban, Isztria megyében. Közigazgatásilag Kanfanarhoz tartozik.

## Fekvése
Az Isztria középső részén, Rovinjtól 14 km-re északkeletre, községközpontjától 5 km-re nyugatra, a Limska draga (Lim-völgy) északi oldalán, az A9-es autóút mellett fekszik.

## Története
A település létrejötte azzal a népesség vándorlással van kapcsolatban, amikor a 16. század végén és a 17. század elején a török elől Dalmáciából nagy számú horvát menekült érkezett az Isztriára. Dvigrad várának uradalmához tartozott. A településnek 1880-ban 81, 1910-ben 146 lakosa volt. Az első világháború után a rapallói szerződés értelmében Isztria az Olasz Királysághoz került. A második világháború után Jugoszlávia része lett. Jugoszlávia felbomlása után 1991-ben a független Horvátország része lett. 2011-ben a falunak 29 lakosa volt. Lakói mezőgazdasággal (szőlő, olajbogyó és gabonatermesztéssel) foglalkoznak.

## Lakosság
| Lakosság változása | Lakosság változása | Lakosság változása | Lakosság változása | Lakosság változása | Lakosság változása | Lakosság változása | Lakosság változása | Lakosság változása | Lakosság változása | Lakosság változása | Lakosság változása | Lakosság változása | Lakosság változása | Lakosság változása | Lakosság változása |
| ------------------ | ------------------ | ------------------ | ------------------ | ------------------ | ------------------ | ------------------ | ------------------ | ------------------ | ------------------ | ------------------ | ------------------ | ------------------ | ------------------ | ------------------ | ------------------ |
| 1857               | 1869               | 1880               | 1890               | 1900               | 1910               | 1921               | 1931               | 1948               | 1953               | 1961               | 1971               | 1981               | 1991               | 2001               | 2011               |
| 0                  | 0                  | 81                 | 86                 | 102                | 146                | 0                  | 0                  | 139                | 115                | 105                | 82                 | 68                 | 50                 | 40                 | 29                 |

## Nevezetességei
A Szent Illés-templom Dravigradtól északkeletre, Dragában található. Egyhajós épület, kiugró, félköríves apszissal. A templomot kőlapok borítják. A belső falakat félköríves fülkék tagolják. Az épület eredetileg román stílusú, gótikus átalakításokkal, amint azt a portálon 1492-es évszám jelzi. A templom gótikus csúcsíves dongaboltozattal rendelkezik. A portál felett kereszt alakú nyílás található, és a harangdúc alsó része is megmaradt.